# Jean-Paul Vonderburg
Jean-Paul Vonderburg (nacido el 31 de julio de 1964) es un exfutbolista sueco que se desempeñaba como defensa.
Jean-Paul Vonderburg jugó 4 veces para la selección de fútbol de Suecia entre 1990 y 1991.

## Trayectoria

### Clubes
| Club                | País      | Año         |
| ------------------- | --------- | ----------- |
| Hammarby IF         | Suecia    | 1985 - 1988 |
| Malmö FF            | Suecia    | 1989 - 1992 |
| Aarhus GF           | Dinamarca | 1992        |
| Sanfrecce Hiroshima | Japón     | 1993        |
| Hammarby IF         | Suecia    | 1995 - 1996 |

### Selección nacional
| Selección | País   | Año         |
| --------- | ------ | ----------- |
| Absoluta  | Suecia | 1990 - 1991 |

## Estadística de equipo nacional
| Selección de fútbol de Suecia | Selección de fútbol de Suecia | Selección de fútbol de Suecia |
| Año                           | Part.                         | Goles                         |
| ----------------------------- | ----------------------------- | ----------------------------- |
| 1990                          | 2                             | 0                             |
| 1991                          | 2                             | 0                             |
| Total                         | 4                             | 0                             |